# 晋州ジャンクション
晋州ジャンクション（チンジュジャンクション）は大韓民国慶尚南道晋州市にある、統営-大田・中部高速道路(35号線）と南海高速道路（10号線）を接続するジャンクションである。

## 接続している路線

### 大田・統営方面
- 統営-大田・中部高速道路（6番）

### 光州・釜山方面
- 南海高速道路（22番）

## 隣
統営大田高速道路
(5) 蓮花山IC - (6) 晋州JCT - (7) 西晋州IC
南海高速道路
(21) 泗川IC - (22) 晋州JCT - (23) 晋州IC